# 카르멘 델로레피체
카르멘 델로레피체(Carmen Dell'Orefice, 1931년 6월 3일 ~ )는 미국의 모델, 배우이다. 2012년 봄·여름 시즌, 패션 업계 최고령 모델로 이름을 알렸다. 15살 때 보그 표지를 장식했으며 그 때부터 모델 일을 하기 시작했다.